# Берк, Грег
Грегори Джозеф «Грег» Берк (англ. Gregory Joseph "Greg" Burke; род. 8 ноября 1959, Сент-Луис, США) — американский католический журналист, старший советник по коммуникациям Государственного секретариата Ватикана. Руководитель пресс-службы Святого Престола с 1 августа 2016 по 31 декабря 2018.

## Биография
Грегори Джозеф Берк, более известен как Грег Берк, родился 8 ноября 1959 года, Сент-Луис, штат Миссури, в практикующей католической семье.
Берк учился в иезуитском лицее, получил степень бакалавра в области сравнительного литературоведения в Колумбийском университете в Нью-Йорке, впоследствии специализировался в журналистике. В это же время стал нумерарием в Opus Dei.
Работал в «United Press International» (Чикаго), «Reuters» а также в еженедельнике «Metropolitan». Позднее был направлен в Рим в качестве корреспондента еженедельника «National Catholic Register». В 1990 году начал сотрудничать с еженедельником «Time».
Ранее, с 2001 года, он стал римским корреспондентом канала Fox News, а также работал для «Time Magazine», базирующейся в Риме. В июне 2012 года было объявлено, что он займёт должность старшего советника по коммуникациям Государственного секретариата Ватикана.
Берку приписывают помощь в создании из Папы Франциска общественной персоны, используя свой собственный опыт по связям с общественностью.
Берк был назначен заместителем руководителя Пресс-службы Святого Престола 1 февраля 2016 года.
11 июля 2016 года было объявлено о том, что Папа Франциск принял отставку отца Федерико Ломбарди с поста руководителя Пресс-службы Святого Престола и с 1 августа 2016 года этот пост займёт Грег Берк.
Владеет английским, итальянским, испанским и французским языками.
31 декабря 2018 года он объявил о своем намерении уйти в отставку.